# Samuel Sugden
Samuel Sugden (* 21. Februar 1892 in Leeds; † 20. Oktober 1950) war ein britischer Chemiker.
Sugden studierte ab 1912 Chemie am Royal College of Science in London, arbeitete nach Ausbruch des Ersten Weltkriegs als Chemiker in einem Zementwerk und ab 1916 am Royal Arsenal in Woolwich. 1917 erhielt er seinen Bachelor-Abschluss an der Universität London und wurde 1919 Lecturer am Birkbeck College der Universität London. 1921 erhielt er seinen Master-Abschluss und 1924 wurde er promoviert (D.Sc.). 1928 wurde er Reader und 1932 Professor für Physikalische Chemie am Birkbeck College und 1937 Professor für Chemie am University College London. Im Zweiten Weltkrieg war er wieder an kriegswichtiger Forschung beteiligt beim Ministry of Supply und ab 1944 als wissenschaftlicher Berater bei der Eighth Air Force.
Sugden befasste sich mit Oberflächenspannung und führte 1924 die Maßeinheit Parachor ein (Molvolumen einer Flüssigkeit bei gleicher Oberflächenspannung). Er benutzte die Oberflächenspannung auch um Bindungsverhältnisse zu klären, so bei der Bestätigung der Hypothese von Martin Lowry über die semipolaren Doppelbindungen bei Schwefel- und Phosphorverbindungen. In den 1930er Jahren befasste er sich mit dem Zusammenhang von Elektronenstruktur und magnetischen Eigenschaften organischer Verbindungen und er maß Dipolmomente in Gasen. Ab 1939 befasste er sich mit radioaktiven Tracern.
Er war Fellow der Royal Society. 1943 erhielt er den Liversidge Award der Royal Society of Chemistry.

## Schriften
- The Structure of Atoms, Methuen 1923
- mit T. Martin Lowry: A Class Book of Physical Chemistry, Macmillan 1930
- The Parachor and Valency, Routledge 1930